# Касимов, Хиндо
Хиндо Касимов (болг. Хиндо Касимов, 11 октября 1934, Бургас, Третье Болгарское царство — 24 июля 1986, София, Народная Республика Болгария) — болгарский актёр-юморист.

## Биография
Родился 11 октября 1934 года в Бургасе в болгаро-турецкой семье.
В 50-х годах работал на Болгарском национальном радио как ведущий новостей на турецком языке. А с первых год основания Болгарского Национального Телевидения устроился работать там. В частности, 16 октября 1960 года принял участие в спектакле Государственного сатирического театра «Дарвеница» постановки Бояна Дановского, шедшего в прямом эфире по телевидению. В дальнейшем связал свою роль в спектаклях, а также снимался в различных фильмах и сериалах и занимался озвучиванием ролей.
Среди его наиболее известных ролей на сцене были роли в спектаклях «Январь» Иордана Радичкова, «Женитьба» Гоголя, «Бег» Станислава Стратиева, «Господин Балканский» Георги Данаилова, «Лекарь» Бранислава Нушича и других. Хиндо Касимов был одним из участников популярной постановки «Непонятая цивилизация» (1974) на Болгарском национальном телевидении по мотивам классической пьесы Добри Войникова «Телерезада» (1974).
Скончался 24 июля 1986 года в Софии.

## Работа актёра

### Телеспектакли
- 1960 — Деревянный дом
- 1968 — Приказ об убийстве (Роберт Шекли) — хозяин гостиницы Эдди, муж Эллен
- 1970 — Весёлая антология (Иван Вазов)
- 1970 — Среди героев Йовкова (Йордан Йовков)
- 1970 — Флейтист (Йордан Йовков)
- 1971 — Скорбящая семья (Бранислав Нушич)
- 1972 — Новый порт (Стефан Костов) – Купешков
- 1974 — Телерезада (Пейо Яворов)
- 1975 — Епископ Ловчанский (Феодосий Икономов)
- 1975 — Убийство в библиотеке (Брягинский и Рязанов)
- 1976 — Я понял, Радке, я понял! (Сава Доброплодни) – Николай, Доктор (Экимин)
- 1976 — Враг (Стефан Костов), 2 части, мюзикл – хекимина
- 1984 — Дядьки (Иван Вазов), мюзикл — Хаджи Анастасия
- 1985 — Офисные ловцы (Иван Вазов, режиссёр Коста Наумов)

### Фильмография
- 1965 — Конец каникул
- 1968 — Короли Швеции — таксист
- 1968 — Смерть Александра Македонского
- 1969–1971 — Каждый километр
- 1971 — Голая совесть — Банчо Комиссар
- 1972 — Собака не похожа на собаку — The Hinge
- 1974 — Нако, Дако, Цако — моряк
- 1974 — Сияние над Дравой
- 1975 — И это, если это мораль
- 1980 — Солист
- 1980 — Может быть фрегат – Станчо
- 1989 — Три встречи со странником, 3 серии – Велиславов, сосед Ренеты